# Bad Traunstein
Bad Traunstein (ehem. Traunstein [im Waldviertel]) ist eine Marktgemeinde mit 983 Einwohnern (Stand 1. Jänner 2025) im Bezirk Zwettl in Niederösterreich.

## Geografie

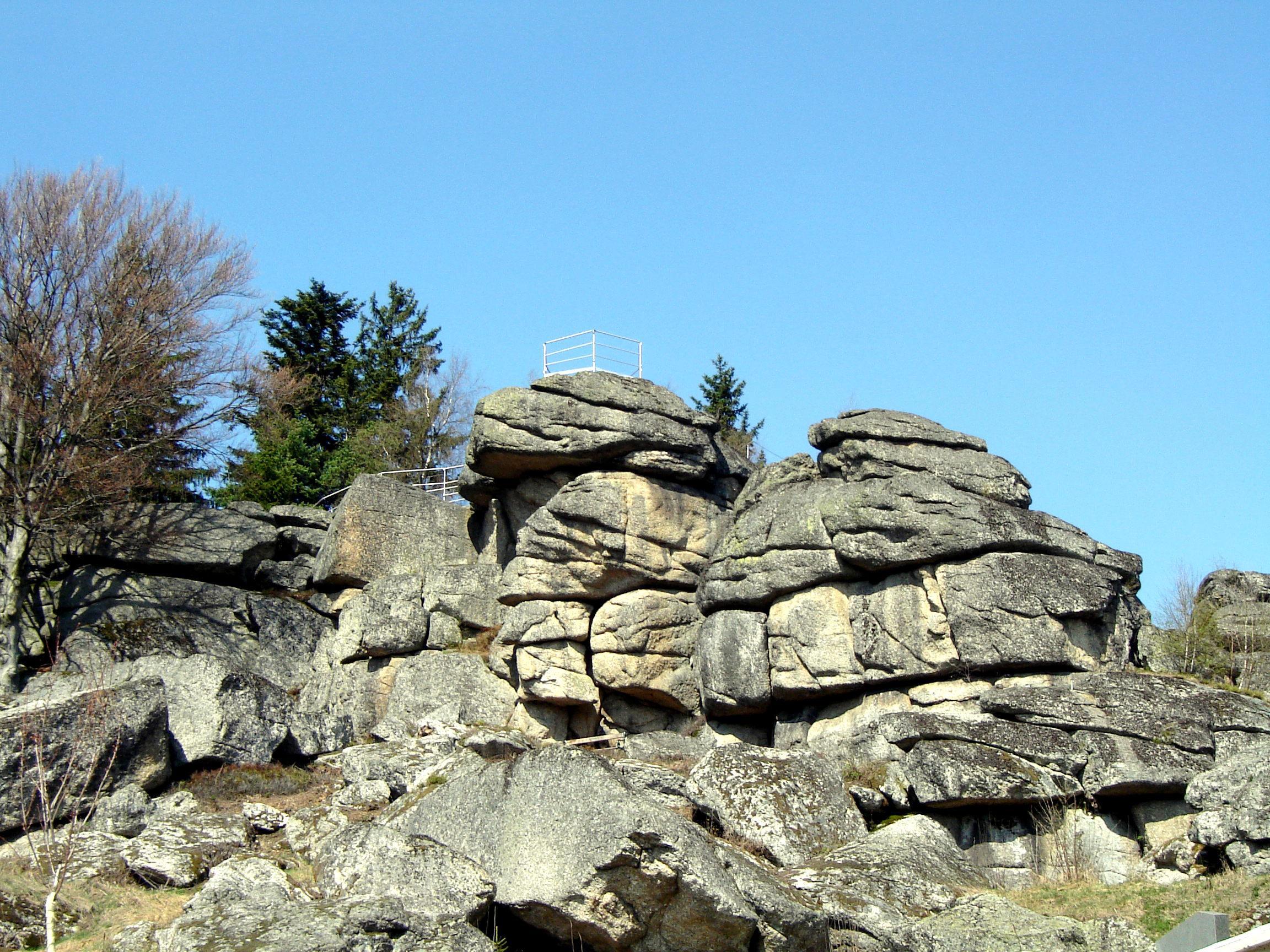
Der Wachtstein auf 948 Meter Seehöhe

Bad Traunstein liegt im Waldviertel in Niederösterreich ca. 25 km südlich der Bezirkshauptstadt Zwettl. Die Fläche der Marktgemeinde umfasst 47,41 km², 58,8 % der Fläche sind bewaldet. Bad Traunstein liegt zwischen 850 und 948 m Seehöhe. Der Wachtstein ist die höchste Erhebung und bietet einen Blick über das gesamte Waldviertel.

### Gemeindegliederung
Das Gemeindegebiet umfasst folgende 14 Ortschaften (in Klammern Einwohnerzahl Stand 1. Jänner 2025):
- Bad Traunstein (306)
- Biberschlag (35)
- Dietmanns (73)
- Gürtelberg (8)
- Haselberg (35)
- Hummelberg (78)
- Kaltenbach (78)
- Pfaffings (25)
- Prettles (17)
- Schönau (55)
- Spielberg (85)
- Stein (80)
- Walterschlag (22)
- Weidenegg (86)

Dazu kommt auch noch die Einzellage Lugmühle südöstlich des Ortskerns an der Straße nach Kaltenbach.

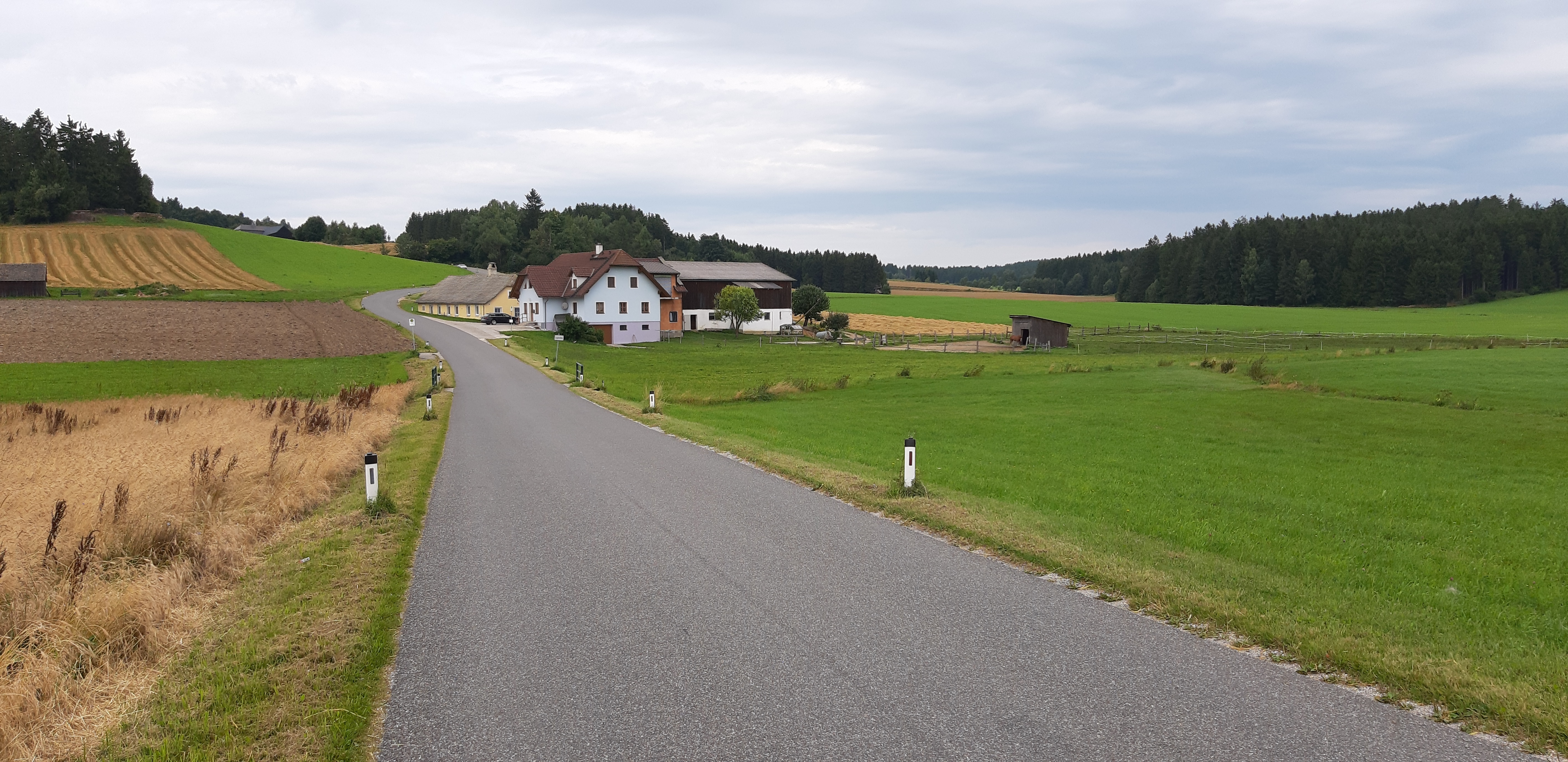
Blick auf die Lugmühle

### Nachbargemeinden
| Schönbach | Grafenschlag                                | Sallingberg |
|           | Kompassrose, die auf Nachbargemeinden zeigt | Ottenschlag |
| Bärnkopf  | Gutenbrunn                                  | Martinsberg |

## Geschichte
Beim Neubau der Kirche wurde ein Priestergrabstein mit dem Datum 1250 gefunden. Daraus lässt sich schließen, dass es zu diesem Zeitpunkt bereits eine Kirche gab. Die erste urkundliche Erwähnung erfolgte 1332 als „Trawnstein“, 1371 war Traunstein bereits Pfarre und Sitz eines Landgerichtes. Zum Markt erhoben wurde der Ort 1580. Die Markttage waren am Fest St. Georg (23. April), am Dienstag nach Pfingsten und am vierten Adventsonntag.
Im Jahr 1822 wurde der Ort als Markt mit 32 Häusern genannt, das eine eigene Pfarre und Schule besaß. Die Herrschaft Rappottenstein besaß Ortsobrigkeit, übte die Landgerichtsbarkeit aus, besorgte die Konskription und hatte die zusammen mit der Herrschaft Ottenschlag Grundherrschaft inne.
Bei der Bildung von Ortsgemeinden im Jahr 1849 wurde der Ort eine eigenständige Gemeinde (mit den Katastralgemeinden Hummelberg und Schönau sowie der Mühle Lugmühle) und wurde mit 1. Jänner 1968 durch Eingemeindung von Moderberg und Spielberg der Hauptort der Großgemeinde Traunstein. Die Gemeinderatsentscheidung dazu fand bereits am 17. Juni 1967 unter Bürgermeister Alois Enigl statt. Gleichzeitig wurde die vorher zu Traunstein gehörende Einzellage Blättergraben an Schönbach abgetreten.
Die Prangersäule wurde 1840 entfernt, 1882 kam es zu einem Großbrand im unteren Teil des Marktes. 1886 wurde ein Postamt errichtet.
Nachdem seit 2006 mit der Nachbargemeinde Ottenschlag ein Konkurrenzkampf um den Gesundheitstourismus im Waldviertel entbrannt war, konnte sich Traunstein in der Folge einen Vorsprung sichern. So wurde am 12. Oktober 2008 nach 18-monatiger Bauzeit ein für 18 Millionen Euro errichtetes und durch die öffentliche Hand unterstütztes Kurzentrum durch Landeshauptmann Erwin Pröll eröffnet. Insgesamt können damit 100 verschiedene Therapieformen angeboten werden, wobei die Gewichtung auf Moor- und Fangoanwendungen liegt. Damit war für die Gemeinde der Weg zu der per Gemeinderatsbeschluss vom 9. September 2009 angestrebten Umbenennung zu Bad Traunstein geebnet. Aufgrund eines Beschlusses der NÖ-Landesregierung darf die Gemeinde seit 20. Mai 2010 offiziell den Zusatz Bad tragen. Mit diesem werbewirksamen Zusatz soll das umfassende Gesundheitsangebot noch deutlicher zur Geltung kommen.

### Einwohnerentwicklung
| Bad Traunstein: Einwohnerzahlen von 1869 bis 2025   | Bad Traunstein: Einwohnerzahlen von 1869 bis 2025 | Bad Traunstein: Einwohnerzahlen von 1869 bis 2025 | Bad Traunstein: Einwohnerzahlen von 1869 bis 2025 | Bad Traunstein: Einwohnerzahlen von 1869 bis 2025 |
| --------------------------------------------------- | ------------------------------------------------- | ------------------------------------------------- | ------------------------------------------------- | ------------------------------------------------- |
| Jahr                                                |                                                   |                                                   |                                                   | Einwohner                                         |
| 1869                                                | 1869                                              |                                                   | 1.534                                             | 1.534                                             |
| 1880                                                | 1880                                              |                                                   | 1.601                                             | 1.601                                             |
| 1890                                                | 1890                                              |                                                   | 1.539                                             | 1.539                                             |
| 1900                                                | 1900                                              |                                                   | 1.559                                             | 1.559                                             |
| 1910                                                | 1910                                              |                                                   | 1.515                                             | 1.515                                             |
| 1923                                                | 1923                                              |                                                   | 1.430                                             | 1.430                                             |
| 1934                                                | 1934                                              |                                                   | 1.483                                             | 1.483                                             |
| 1939                                                | 1939                                              |                                                   | 1.457                                             | 1.457                                             |
| 1951                                                | 1951                                              |                                                   | 1.333                                             | 1.333                                             |
| 1961                                                | 1961                                              |                                                   | 1.260                                             | 1.260                                             |
| 1971                                                | 1971                                              |                                                   | 1.274                                             | 1.274                                             |
| 1981                                                | 1981                                              |                                                   | 1.244                                             | 1.244                                             |
| 1991                                                | 1991                                              |                                                   | 1.121                                             | 1.121                                             |
| 2001                                                | 2001                                              |                                                   | 1.089                                             | 1.089                                             |
| 2011                                                | 2011                                              |                                                   | 1.075                                             | 1.075                                             |
| 2021                                                | 2021                                              |                                                   | 1.004                                             | 1.004                                             |
| 2025                                                | 2025                                              |                                                   | 983                                               | 983                                               |
| Quelle(n): Statistik Austria, Gebietsstand 1.1.2021 |                                                   |                                                   |                                                   |                                                   |

## Kultur und Sehenswürdigkeiten

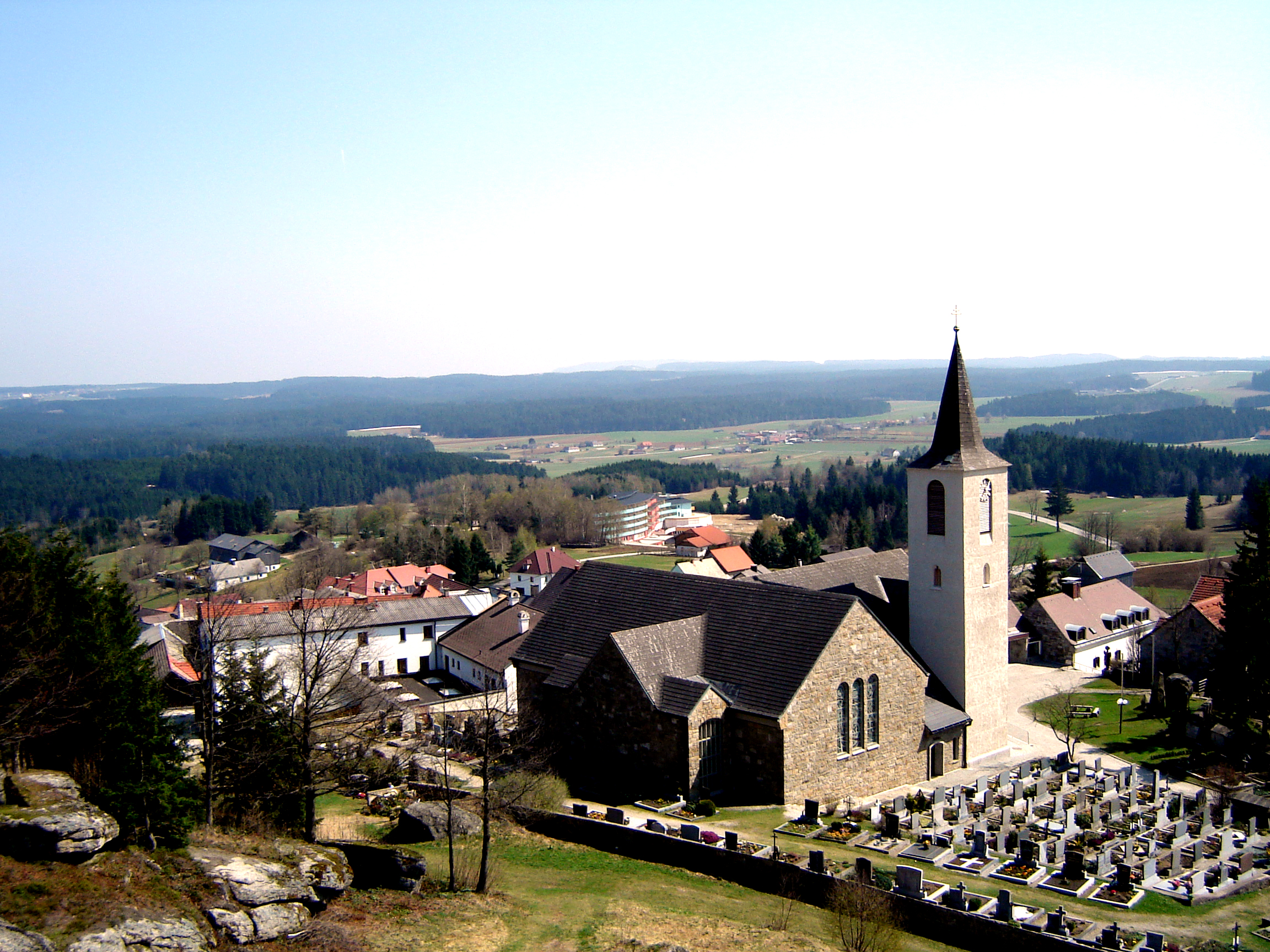
Pfarrkirche Bad Traunstein

- Katholische Pfarrkirche Bad Traunstein hl. Georg
- Ausstellungszentrum mit Werken des früheren Pfarrers Josef Elter

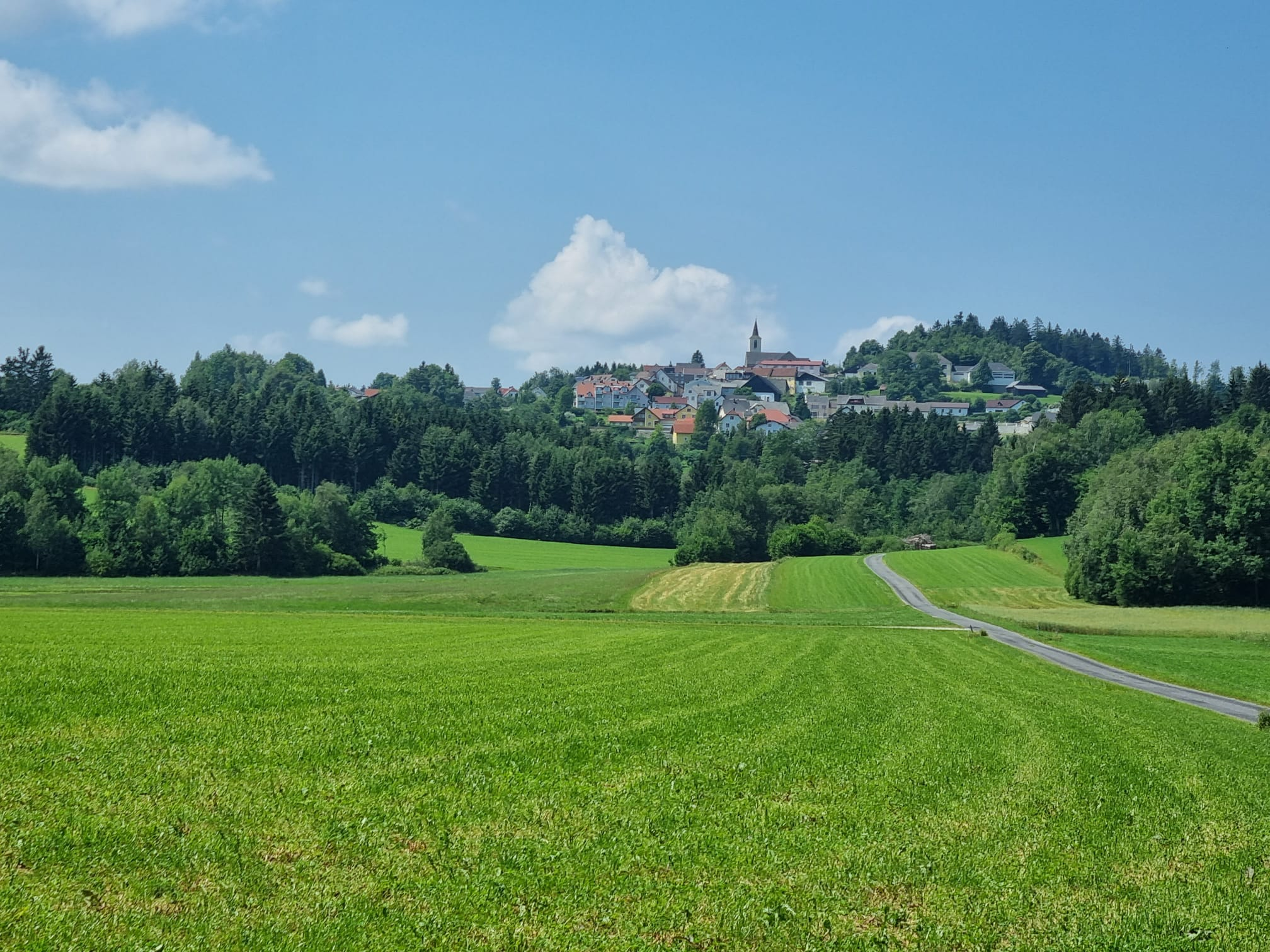
Blick auf Bad Traunstein, von Osten her kommend

- Blick auf Bad Traunstein, von Osten her kommendPlanetenweg – als Rundweg vom Kindergarten über Aschen und Glashütten zurück nach Bad Traunstein
- Franzosenstein

## Wirtschaft und Infrastruktur
Nichtlandwirtschaftliche Arbeitsstätten gab es im Jahr 2001 37, land- und forstwirtschaftliche Betriebe nach der Erhebung 1999 149. Die Zahl der Erwerbstätigen am Wohnort betrug nach der Volkszählung 2001 496. Die Erwerbsquote lag 2001 bei 46,92 %.

### Tourismus
Bad Traunstein liegt am Nord-Süd-Weitwanderweg.

### Öffentliche Einrichtungen
In Bad Traunstein befinden sich ein Kindergarten und eine Volksschule.

## Politik

### Gemeinderat
Der Gemeinderat hat 19 Mitglieder. (Belege 1990 bis 2005 siehe Traunstein.)
- Mit den Gemeinderatswahlen in Niederösterreich 1990 hatte der Gemeinderat folgende Verteilung: 17 ÖVP und 2 SPÖ.
- Mit den Gemeinderatswahlen in Niederösterreich 1995 hatte der Gemeinderat folgende Verteilung: 16 ÖVP und 3 SPÖ.[12]
- Mit den Gemeinderatswahlen in Niederösterreich 2000 hatte der Gemeinderat folgende Verteilung: 16 ÖVP, 2 SPÖ und 1 FPÖ.[13]
- Mit den Gemeinderatswahlen in Niederösterreich 2005 hatte der Gemeinderat folgende Verteilung: 16 ÖVP und 3 SPÖ.[14]
- Mit den Gemeinderatswahlen in Niederösterreich 2010 hatte der Gemeinderat folgende Verteilung: 18 ÖVP und 1 SPÖ.[15]
- Mit den Gemeinderatswahlen in Niederösterreich 2015 hat der Gemeinderat folgende Verteilung: 18 ÖVP und 1 SPÖ.[16]
- Mit den Gemeinderatswahlen in Niederösterreich 2020 hatte der Gemeinderat folgende Verteilung: 17 ÖVP und 2 SPÖ.[17]
- Mit den Gemeinderatswahlen in Niederösterreich 2025 hat der Gemeinderat folgende Verteilung: 18 ÖVP und 1 SPÖ.[18]

### Bürgermeister
- 1865–1867 Josef Gölß, Landwirt
- 1868–1873 Joseph Hörth, Landwirt
- 1875–1879 Johann Hackl, Landwirt
- 1880–1882 Josef Wagesreiter, Gastwirt
- 1883–1885 Michael Moser, Landwirt
- 1886–1900 Franz Pichler, Landwirt
- 1900–1900 Franz Baumann, Kaufmann
- 1901–1906 Josef Wagesreiter, Gastwirt
- 1907–1919 Franz Pichler, Landwirt
- 1920–1929 Franz Baumann, Kaufmann
- 1930–1934 Alois Beireder, Schneider
- 1935–1938 Anton Pichler, Gastwirt
- 1938–1945 Johann Brunner, Landwirt
- 1945–1945 Josef Habegger, Kaufmann
- 1945–1962 Anton Kolm, Landwirt
- 1962–1967 Alois Enigl, Volksschullehrer
- 1967–????Rudolf Bauer (ÖVP)
- 1993–2005 Anton Trondl (ÖVP)[19]
- 2005–2018 Angela Fichtinger (ÖVP)
- seit 2018 Roland Zimmer (ÖVP)[20]

### Wappen
Das Wappen wurde der Gemeinde 1975 verliehen. Das „Traun“ im Ortsnamen bedeutet „Treue“ und wird durch die beiden sich haltenden Hände versinnbildlicht. Auf das Patrozinium des heiligen Georg weisen Schwert und Drache hin. Der Baum steht für die Bedeutung des Waldes als wichtiges Wirtschaftsgut. Das Rot kommt auch in den Wappen der Geschlechter Starhemberg, Dachsberg und Streitwiesen vor.

## Persönlichkeiten

### Söhne und Töchter der Gemeinde
- Bertrand Baumann (1917–2006), Abt des Stiftes Zwettl 1980–1992

### Mit der Gemeinde verbundene Persönlichkeiten
- Josef Elter (1926–1997), Pfarrer und Bildhauer
- Hans Neumüller (1908–1953), Maler und Dichter